# Krępica (struga)
Krępica – struga na Wysoczyźnie Kaliskiej, lewy dopływ Prosny, wypływa na granicy Kalisza i wsi Biskupice, uchodzi na Ogrodach; wody IV klasy czystości.
W 1601 na Krępicy wybudowano zbiornik wodny, z którego wodociągiem dostarczano wodę pitną do Kalisza. Do 1934 na Krępicy przebiegała zachodnia granica miasta.
Na Korczaku Krępica przepływa przez założony w 2000 park dendrologiczny o pow. 2,5 ha.
Mimo powszechnie używanej nazwy Krępica, według Komisji Nazw Miejscowości i Obiektów Fizjograficznych struga nosi nazwę Pokrzywnica.